# Khaled Aziz
Khaled Aziz Al-Thaker, né le 14 juillet 1981 à Médine, est un footballeur saoudien. Il joue au poste de milieu de terrain avec l'équipe d'Arabie saoudite et le club de Al Hilal Riyad. 

## Carrière

### En club
- 2000- : Al Hilal Riyad -  Arabie saoudite

### En équipe nationale
Aziz participe à la coupe du monde 2006 avec l'équipe d'Arabie saoudite. 
38 sélections (1 but) depuis 2004.